# Boteni
Boteni est une commune roumaine située dans le județ d'Argeș.